# Chiesa di Nostra Signora d'Itria (Guasila)
La chiesa di Nostra Signora d'Itria è una chiesa campestre situata in territorio di Guasila, centro abitato della Sardegna meridionale. Consacrata al culto cattolico, fa parte della parrocchia della Beata Vergine Assunta, arcidiocesi di Cagliari.
Unica chiesa rurale residua presente nel territorio di Guasila, è ubicata nella zona di Bangiu a circa quattro chilometri dal paese, nel medioevo pertinente al villaggio scomparso di Bangiu de Aliri . Venne eretta nel XIII secolo, durante la dominazione pisana, in stile romanico (probabilmente su un edificio preesistente) presenta un'unica navata e la facciata, realizzata in blocchi di trachite e orientata verso sud-ovest, è sormontata da un campanile a vela.
L'edificio è stato nel tempo pesantemente modificato, con l'aggiunta di un loggiato che poggia sul portale d'ingresso e di alcuni ambienti laterali e viene citato anche nelle "Respuestas" tardo settecentesche come parrocchiale di un villaggio spopolato del quale ancora si intravedevano i ruderi.
Da un documento ascrivibile agli anni 1348-1350, attualmente conservato nell'Archivio della Corona d'Aragona di Barcellona, sappiamo che in quel periodo nel villaggio di Bangiu de Arili esisteva una chiesa intitolata a San Salvatore ; al momento non si è però in grado di stabilire se si trattava di un diverso edificio o del medesimo attualmente dedicato a Ns. Signora d'Itria che verso il 1570 viene citato nella documentazione Arcivescovile di Cagliari come “Santa Maria de froris”.
Nell'angolo inferiore sinistro del fabbricato e nel muro delimitante il loggiato sono inseriti alcuni blocchi in arenaria di riutilizzo decorati con motivi tipici medioevali. L'abside, orientato verso nord-est, è stato obliterato nel corso dei secoli per consentire la collocazione dell'altare nella sua attuale posizione.
La chiesa è tuttora aperta al culto in occasione della festa che si tiene il martedì successivo alla Pentecoste.